# Nuoto in acque libere ai campionati mondiali di nuoto 2009
Le competizioni di nuoto in acque libere ai campionati mondiali di nuoto 2009 si sono svolte dal 19 al 25 luglio 2009 al Lido di Ostia a Roma, in Italia. Alle sei gare in programma erano iscritti 217 nuotatori, di questi 214 hanno preso il via.

## Calendario
Le gare avrebbero dovuto svolgersi il 19, 21 e 23 luglio, ma a causa del cattivo tempo sono state rimandate, rispettivamente al 21, 22 e 25 luglio.
| Finali |

| Luglio/Agosto |    |    |    |                              |                                |    |    |                                |    |    |    |    |    |    |    |    |
| 17            | 18 | 19 | 20 | 21                           | 22                             | 23 | 24 | 25                             | 26 | 27 | 28 | 29 | 30 | 31 | 01 | 02 |
|               |    |    |    | 5 km femminile 5 km maschile | 10 km femminile 10 km maschile |    |    | 25 km femminile 25 km maschile |    |    |    |    |    |    |    |    |

## Podi

### Uomini
| Evento           | Oro           | Perform.  | Argento             | Perform.  | Bronzo            | Perform.  |
| 5 km (dettagli)  | Thomas Lurz   | 56'26"9   | Spyridōn Gianniōtīs | 56'27"2   | Chad Ho           | 56'41"9   |
| 10 km (dettagli) | Thomas Lurz   | 1:52'06"9 | Andrew Gemmel       | 1:52'08"3 | Francis Crippen   | 1:52'10"7 |
| 25 km (dettagli) | Valerio Cleri | 5:26'31"6 | Trent Grimsey       | 5:26'50"7 | Vladimir Dyatchin | 5:29'29"3 |

### Donne
| Evento           | Oro             | Perform.  | Argento                | Perform.  | Bronzo           | Perform.  |
| 5 km (dettagli)  | Melissa Gorman  | 56'55"8   | Larisa Ilchenko        | 56'56"3   | Poliana Okimoto  | 56'59"3   |
| 10 km (dettagli) | Keri-Anne Payne | 2:01'37"1 | Ekatarina Seliverstova | 2:01'38"0 | Martina Grimaldi | 2:01'38"6 |
| 25 km (dettagli) | Angela Maurer   | 5:47'48"0 | Anna Uvarova           | 5:47'51"9 | Federica Vitale  | 5:47'52"7 |

## Medagliere
| Posizione | Paese         |   |   |   | Totale |
| --------- | ------------- | - | - | - | ------ |
| 1         | Germania      | 3 | 0 | 0 | 3      |
| 2         | Australia     | 1 | 1 | 0 | 2      |
| 3         | Italia        | 1 | 0 | 2 | 3      |
| 4         | Gran Bretagna | 1 | 0 | 0 | 1      |
| 5         | Russia        | 0 | 3 | 1 | 4      |
| 6         | Stati Uniti   | 0 | 1 | 1 | 2      |
| 7         | Grecia        | 0 | 1 | 0 | 1      |
| 8         | Sudafrica     | 0 | 0 | 1 | 1      |
| 8         | Brasile       | 0 | 0 | 1 | 1      |
| Totale    | Totale        | 6 | 6 | 6 | 18     |

## Trofeo dei campionati
Il trofeo dei campionati mondiali di nuoto di fondo viene assegnato alla nazione che ottiene, nel complesso, i migliori piazzamenti: viene stilata una classifica a punti per i primi 12 classificati di ciascuna gara e i punti vengono sommati senza scarti, facendo poi il totale dei nuotatori maschi e femmine. I punti vengono assegnati così (dal primo al dodicesimo posto:) 18, 16, 14, 12, 10, 8, 6, 5, 4, 3, 2, 1. Se due o più nuotatori arrivano a pari merito viene calcolata la media dei punti assegnati per quelle posizioni.
| Posto | Nazione       | Totale | Uomini | Donne |
| 1     | Italia        | 84     | 47     | 37    |
| 2     | Russia        | 82,5   | 20,5   | 62    |
| 3     | Germania      | 69     | 36     | 33    |
| 4     | Stati Uniti   | 57     | 48     | 9     |
| 5     | Australia     | 50     | 27     | 23    |
| 6     | Spagna        | 43,5   | 13,5   | 30    |
| 7     | Francia       | 36     | 26     | 10    |
| 8     | Grecia        | 28     | 24     | 4     |
| 9     | Belgio        | 23     | 22     | 1     |
| 10    | Brasile       | 20     | 0      | 20    |
| 11    | Venezuela     | 18     | 0      | 18    |
| 11    | Gran Bretagna | 18     | 0      | 18    |
| 13    | Paesi Bassi   | 16     | 0      | 16    |
| 14    | Rep. Ceca     | 14     | 9      | 5     |
| 14    | Sudafrica     | 14     | 14     | 0     |
| 16    | Cile          | 8      | 0      | 8     |
| 17    | Canada        | 4      | 4      | 0     |
| 17    | Egitto        | 4      | 4      | 0     |
| 19    | Ucraina       | 3      | 0      | 3     |
| 20    | Messico       | 2      | 2      | 0     |